# Moskovska državljanska vojna
Moskovska državljanska vojna ali velika fevdalna vojna je bil vojaški konflikt, ki je trajal celo vladavino kneza Vasilija II. Moskovskega (1425-1453). Na eni sprti strani je bil  Vasilij II., na drugi strani pa njegov stric, zvenigorodski knez Jurij Dimitrijevič, in njegovi sinovi Jurij Dimitrijevič, Vasilij Kosoj in Dimitrij Šemjaka. V srednjem obdobju vojne je Jurijeva stran zasedla Moskvo, proti koncu vojne pa ponovno prišel na oblast Vasilij II. Državljanska vojna je bila prva v zgodovini Moskovske velike kneževine, katere večinoma miren vzpon je potekal brez večjih sporov znotraj vladajoče družine.

## Ozadje
Mongoli so v invazijah na rusko ozemlje v letih 1236-1241 ruske kneževine  podredili Zlati hordi. V 13. in 14. stoletju so kani Zlate horde imenovali velike kneze, ki so v 14. stoletju vladali iz Moskve. V 13. stoletju je bila srednjeveška Rusija sestavljena iz niza relativno majhnih in šibkih kneževin, ki so se med seboj vojskovale in sklepale zavezništva. Večje ruske države, kot sta bili Moskovska kneževina in Novgorodska republika, so postopoma osvajale in absorbirale manjše. Moskovska kneževina, na primer, se je razširila po nizu modrih političnih potez in postala največja v centralni Rusiji. Leta 1380 je moskovski knez Dimitrij Donski celo uspel v bitki pri Kulikovu premagati vojsko Zlate horde. Četudi je Moskva ostala uradno odvisna od Horde in je moral kan odobriti moskovskega kneza, je Moskovska kneževina postala največja regionalna sila in se z osvojitvijo bližnjih kneževin pretvorila v Veliko moskovsko kneževino.

## Prvo obdobje vojne (1425-1434)
Leta 1389 je Dimitrij Donski umrl. Za svojega naslednika je imenoval sina Vasilija I. Dimitrijeviča s pridržkom, da bi po morebitni smrti mladoletnega Vasilija njegovo mesto zasedel njegov brat Jurij Dimitrijevič. 
Vasilij je leta 1425 umrl. Za svojega naslednika je imenoval sina Vasilija II. Vasiljeviča. Imenovanje ni bilo skladno z obstoječimi pravili, po katerih je pokojnega kneza nasledil najstarejši živeči brat in ne sin. Jurij je zato postal kandidat a moskovsko krono in preselil svojo rezidenco iz  Zvenigoroda v Galič, da bi bil bolj oddaljen od Moskve.
Jurij Dmitrijevič je leta 1428 pod pritiskom metropolita Fotija, ki je osebno dopotoval v Galič,  uradno priznal Vasilija za moskovskega kneza. Leta 1431 se je kljub temu odločil, da bo s pomočjo kana Zlate horde poskušal zasesti Vasilijevo mesto. Načrt je spodletel, ker je bil kan na Vasilijevi strani in je od Jurija celo zahteval, da knezu prepusti Dmitrov. 
Uradni izgovor za začetek vojne se je našel leta 1433, ko je med praznovanjem Vasilijeve poroke njegova mati Sofija Litvanska v javnosti užalila Jurijevega sina Vasilija Jurjeviča. Oba Jurijeva sinova, Vasilij in Dimitrij, sta se vrnila v Galič. Oplenila sta Jaroslavelj, kjer je vladal zaveznik Vasilija II., se povezala z očetom in z veliko vojsko porazila Vasilija II. Jurij Dimitrijevič je po zmagi odšel v Moskvo in se razglasil  za velikega kneza. Vasilija II. je poslal v Kolomno.
Jurij se kot vladar ni izkazal.  Nekaj Moskovčanov se mu je odtujilo in pobegnilo v Kolomna, nazadnje pa sta se mu  odtujila tudi sinova. Jurij je zato sklenil zavezništvo z Vasilijem II. proti svojima sinovoma, Vasilij II. pa je začel obračunavati z nekdanjimi Jurijevimi pristaši. Leta 1434 je poslal svojo vojsko proti svojima bratrancema in  osvojil Galič, Jurij pa se je zatem odkrito postavil na stran svojih sinov. Vojska Vasilija II. je bila nazadnje v bitki pri Rostovu poražena. Jurij je ponovno postal moskovski knez, potem pa nenadoma umrl. Nasledil ga je njegov sin Vasiij Jurjevič. Vasilij II. je bil takrat v Nižnem Novgorodu in se pripravljal na potovanje v Hordo, da bi se pritožil kanu.

## Drugo obdobje (1434-1436)
Dimitrij Šemjaka in Dimitrij Jurjevič, brata Vasilija Jurjeviča, sta bratu zavrnila kakršno koli pomoč. V pričakovanju, da Vasilij Jurjevič Moskve ne bo mogel dolgo obdržati, sta se raje povezala z Vasilijem II. in upala,  da bosta  sčasoma od njega dobila dodatne posesti. Pričakovanja so se jima uresničila. Dimitij Šemjaka je dobil Ržev in Uglič, Dimitrij Jurjevič pa Bežeck. Vasilij Jurjevič je bil izgnan iz Moskve in moral Vasiliju II. prepustiti tudi Zvenigorod. Ostal je brez zemlje in bil prisiljen na beg v Novgorod.
Naslednje leto je uspel v Kostromi zbrati novo vojsko in začel prodirati proti Moskvi. V bitki ob reki Kotorosi je bil poražen in je pobegnil v Kašin. Zatem je uspel osvojiti Vologdo in s pomočjo kneževine Vjatke zbrati novo vojsko in se na pohodu proti jugu pri Kostromi srečal z vojsko Vasilija II. Vojski sta obstali vsaka na svojem bregu reke in se nista takoj spopadli. Bratranca sta brez boja sklenila mirovni sporazum. Vasilij Jurjevič je priznal Vasilija II. za velikega kneza in v zameno dobil Dmitrov. V Dmitrovu je ostal samo mesec dni, potem pa odšel v Kostromo in  Galič in zatem v Veliki Ustjug, kjer je zbral novo vojsko. Pridružila se mu je vojska iz Vjatke, ki je že dolgo podpirala Jurija Dimitrijeviča.  Vasilij Jurjevič je izropal Veliki Ustjug in se z vojsko ponovno odpravil proti jugu. Zgodaj leta 1436 je izgubil bitko pri Skorjatinu pri Rostovu in bil ujet.
Ker je Vjatka stalno napadala ozemlja velikega kneza, je Vasilij II. ukazal Jurija Vasiljeviča oslepiti. Po oslepitvi je postal znan kot Vasilij Slepi. Živel je do leta 1448, vendar ga kronike od leta 1436 do 1448 sploh ne omenjajo. Domneva se, da je bil ves čas v ječi. Vasilij II. je medtem osvobodil Dimitrija Šemjaka in ga izgnal v Kolomno.  Z njim je sklenil podoben sporazum kot prej z Vasilijem Jurjevičem in mu vrnil vse posesti.

## Tretje obdobje (1436-1453)
V zgodnjih 1440. letih je bil Vasilij II. zaposlen predvsem z vojnami proti Kazanskemu kanatu. Kan Ulug Mohamed je leta 1439 oblegal Moskvo. Dimitrij Šemjaka kljub temu, da je Vasiliju II. prisegal zvestobo, Vasilija ni podprl. Po umiku Tatarov ga je zato Vasilij preganjal in prisilil na beg v Novgorod. Kasneje je prišel v Moskvo in potrdil svojo prisego zvestobe.  
Leta 1444 so Tatari pod poveljstvom kana Zlate horde opustošili ozemlje Rjazana, potem pa jih je Vasilijeva vojska porazila. Naslednje leto je Ulug Mohamed osvojil Nižni Novgorod in bi zatem v spopadu pri Muromu poražen. V drugi bitki pri Suzdalu je zmagal in ujel nekaj ruskih plemičev, med njimi tudi kneza Vasilija II.
Po pogajanjih in ogromni odkupnini je bil Vasilij osvobojen. Odkupnina je imela za posledico povečanje davkov in nezadovoljstvo prebivalstva, kar je okrepilo stranko Dimitrija Šemjaka. Na začetku leta 1446 je Šemjak ujel Vasilija II. v Trojiškem samostanu sv. Sergija, ga odpeljal v Moskvo in oslepil in nato poslal v Uglič. Sam je začel vladati kot moskovski knez. Konec leta 1446 je odpotoval v Uglič, da bi se z Vasilijem II. pobotal.  Kneza sta se sporazumela, da bo Vasilij II. prisegel zvestobo novemu knezu in ne bo več poskušal priti na oblast. V zameno je bil osvobojen in v posest dobil Vologdo. V Vologdi je odšel v Kirilo-Belozerski samostan, kjer ga je iguman odvezal od prisege. Vasilij II. je takoj začel pripravljati  vojno proti Šemjaki.
Šemjaka in njegov zaveznik, knez Ivan Možajski, sta vladala neučinkovito in nista uspela pritegniti nobenega zaveznika.  Plemstvo je začelo odhajati iz Moskve v Vologdo. Vasilij II. je v nasprotju z njima uspel skleniti zavezništvo s kazanskimi Tatari in med Šemjakovo odsotnostjo  osvojil Moskvo. Vasilij je začel preganjati Šemjako in Možajskega, ki sta na begu pustošila po kneževini. Leta 1447 sta zaprosila za mir in priznala Vasilijevo nadoblast. 
Šemjaka se je kljub temu še naprej upiral, poskušal pridobiti zaveznike in zbrati dovolj veliko vojsko za napad na Vasilija.  Leta 1448 je Vasilij sprožil vojaške operacije, v katere je bil vključen velik del ozemlje severno od Velikega Ustjuga. Operacije so se z nekaj prekinitvami nadaljevale do leta 1452, ko je bil Šemjaka dokončno poražen in je pobegnil v Novgorod. Naslednje leto je bil na Vasilijev ukaz zastrupljen.
Po njegovi smrti je Vasiliju uspelo odstraniti vse lokalne kneze, ki so podpirali Šemjako, zlasti Možajskega, ki je z družino pobegnil v Litvo. Njegovo kneževino je priključil v Moskovski veliki kneževini.  Enako je storil s kneževinama Serpukov in Vereja, ki sta po vojni ostali edini neodvisni državi na moskovskem ozemlju.